# Berleu
Berleu (Bereleu) ist eine osttimoresische Aldeia im Suco Meligo (Verwaltungsamt Cailaco, Gemeinde Bobonaro). 2015 lebten in der Aldeia 642 Menschen.

## Geographie
Berleu liegt im Westen des Sucos Meligo. Nördlich und östlich liegt die Aldeia Liabote und südlich die Aldeia Mude. Im Westen bildet der Bulobo, ein Nebenfluss des Nunura, die Grenze zu den Sucos Manapa und Ritabou (Verwaltungsamt Maliana). Der Sahalolo ist ein kleiner Wasserlauf an der Grenze zu Mude.
Der Großteil der Besiedlung liegt nahe dem Bulobo. Die größte Siedlung hier ist das Dorf Abuti Iori, in dem es auch eine Grundschule gibt. Im Nordosten liegen die Orte Pisulara, Berleu und Barolura, im Norden die kleine Siedlung Mautilu.

## Politik
2023 wurde Helena Alcina zum Chefe de Aldeia gewählt.